# Roger-Adolf d'Hulst
Roger-Adolf d'Hulst (Gent, 20 december 1917 - Brussel, 15 februari 1996) was een Belgisch kunsthistoricus, Rubens- en Jordaens-specialist en hoogleraar aan de Rijksuniversiteit Gent.

## Biografie
Roger-Adolf d'Hulst liep school aan het Koninklijk Atheneum in Gent. Hij studeerde ingenieur burgerlijke bouwkunde architect (1941) en economische en sociale wetenschappen (1942) aan de Rijksuniversiteit Gent, waar hij in 1955 promoveerde tot doctor in de kunstgeschiedenis en oudheidkunde met het proefschrift De tekeningen van Jakob Jordaens: bijdrage tot de geschiedenis van de XVIIe-eeuwse kunst in de Zuidelijke Nederlanden. Vanaf 1957 was d'Hulst docent aan het Hoger Instituut voor Kunstgeschiedenis en Oudheidkunde, waarvan hij van 1958 tot 1962 commissaris was, van 1963 tot 1964 secretaris, van 1966 tot 1970 voorzitter. Naast kunsthistorische vakken doceerde hij ook geschiedenis van de bouwkunst aan de faculteit Toegepaste Wetenschappen. In 1962 promoveerde d'Hulst tot gewoon hoogleraar. Hij ging met emeritaat in 1985.
Van 1941 tot 1948 werkte hij als ingenieur-architect bij het Ministerie van Openbare Werken en van 1949 tot 1958 was hij adjunct-conservator bij de Koninklijke Musea voor Schone Kunsten van België in Brussel aan de slag. Van 1951 tot 1956 was d'Hulst medewerker van het Belgian Art Seminar ingericht door de Belgian American Educational Foundation en het Ministerie van Openbaar Onderwijs. Verder hield hij beurzen van het Nationaal Fonds voor Wetenschappelijk Onderzoek, de Nationale Stichting Prinses Marie-José en de Franco-Belgische en Anglo-Belgische Kulturele Uitwisselingen met de opdracht de Zuid-Nederlandse schilderkunst en tekenkunst te bestuderen. In 1954 verbleef hij als houder van het C.R.B. Advanced Fellowship vier maanden in de Verenigde Staten. In 1952 was d'Hulst oprichter van het Bulletin der Koninklijke Musea voor Schone Kunsten van België, waarvan hij tevens hoofdredacteur was. In 1959 was hij medeoprichter van het Onderzoeksinstituut voor Vlaamse kunst van de 16de en 17de eeuw (thans Rubenianum), waarvan hij ook voorzitter was. Hij lager ook mee aan de basis van het Corpus Rubenianum Ludwig Burchard. In 1974 publiceerde d'Hulst een beredeneerde catalogus waarin hij het volledige getekende oeuvre van Jacob Jordaens opnam.
- Biblioteca Nacional de España: XX1122648
- Bibliothèque nationale de France: cb12341888g (data)
- Digitale Bibliotheek voor de Nederlandse Letteren: dhul001
- Gemeinsame Normdatei: 130450413
- International Standard Name Identifier: 0000 0001 0862 9477
- Library of Congress Control Number: n50029418
- Nationale Bibliotheek van Tsjechië: xx0132081
- Nationale Bibliotheek van Israël: 987007279631105171
- Nationale Bibliotheek van Polen: a0000002358961
- Nederlandse Thesaurus van Auteursnamen: 068868251
- Système universitaire de documentation: 032377460
- Virtual International Authority File: 2545238
- WorldCat: E39PBJm9gjVhcJyxcVgpqB8pyd